# Чугунов Віктор Костянтинович
Віктор Костянтинович Чугунов (20 листопада 1916 — 15 лютого 1945) — льотчик-винищувач, командир ескадрильї 897-го винищувального авіаційного полку 288-ї винищувальної авіаційної дивізії, учасник німецько-радянської війни, Герой Радянського Союзу, капітан.

## Біографія
Чугунов Віктор Костянтинович народився 20 листопада 1916 року в селі Новинки (Нижегородська область) в родині селянина. Закінчивши семирічну школу переїхав до міста Горький, вступив до школи фабрично-заводського учнівства, займався в аероклубі на відділенні планеристів та встановив кілька рекордів за тривалістю польоту на планері.
У 1939 році Віктор Чугунов закінчує Ульянівської школу пілотів, повертається в місто Горький і працює льотчиком-інструктором в аероклубі. У 1940 році призваний до армії, де він вчиться в школі льотчиків-винищувачів.
У травні 1942 року Чугунов Віктор Костянтинович був направлений на фронт. Перший повітряний бій під Сталінградом. Потім — бої за визволення України, на 3-му Українському фронті. Чугунов супроводжував групи штурмовиків і бомбардувальників, літав на розвідку і прикриття важливих військових об'єктів. За бойові заслуги він був нагороджений орденом Леніна, трьома орденами Червоного Прапора, орденом Олександра Невського, орденом Червоної Зірки.
До осені 1944 року командир ескадрильї 897-го винищувального авіаційного полку капітан Чугунов В. К. здійснив 218 бойових вильотів, в 32 повітряних боях збив особисто 13 і в групі — 3 літаки супротивника.
Указом Президії Верховної Ради СРСР 26 жовтня 1944 року за мужність і героїзм проявлені в боях з німецькими загарбниками Віктору Костянтиновичу було присвоєно звання Героя Радянського Союзу. Незабаром йому присвоїли військове звання майора і призначили заступником командира полку.
В. К. Чугунов загинув 15 лютого 1945 при катастрофі літака біля озера Балатон (Угорщина). Похований на Алеї Слави біля пам'ятника Невідомому матросу в Одесі.